# Garlieb Helwig Merkel
Garlībs Helvigs Merķelis, eredeti nevén Garlieb Helwig Merkel (Lēdurga, 1769. november 1. – Katlakalns, 1850. május 9.) kizárólag német nyelven író balti német családból származó író, újságíró. A lett irodalmi élet megteremtője.

## Élete
1769. november 1-jén született egy Limbaži melletti faluban lutheránus lelkészcsaládban. 17 éves korától házitanító, majd Rigába került, és bírósági tisztviselőként helyezkedett el. Hamarosan csatlakozott a Herder által alapított rigai humanista körhöz.
1794-ben kezdett hozzá A lettek... eredeti címén németül: Die Letten, vorzüglich in Liefland, am Ende des philosophischen Jahrhunderts című művének megírásához. A könyvben a lett parasztok nyomorúságos sorsára hívta fel a figyelmet, akik egyaránt szenvednek a német földesurak kapzsiságától és az orosz cári hatalom túlkapásaitól. A könyvet 1797-ben Lipcsében adta ki. Ez a könyv jelenti a lett és észt irodalomtörténet kezdetét.
1796-ban Lipcsébe ment, majd Jénában folytatott tanulmányokat. Több német városban megfordult. Rövid ideig Weimárban is élt, ahol közeli kapcsolatba került Herderrel. 1799-ben Berlinben telepedett le.
1806-ban a napóleoni megszállás miatt el kellett hagyni Berlint, ekkor tért vissza Lettországba. Riga közelében telepedett le és folytatta néprajzkutatói tevékenységét, valamint újságokat, folyóiratokat szerkesztett és adott ki. 1820-ban megjelent könyvéért (A szabad lettek és észtek) I. Sándor 1830-ban életjáradékkal jutalmazta.

## Művei
- A lettek… (Die Letten, vorzüglich in Liefland, am Ende des philosophischen Jahrhunderts), Lipcse, 1797
- Livónia hajdankora (Die Vorzeit Lieflands: Ein Denkmahl des Pfaffen- und Rittergeistes), Berlin, 1799
- Vanems Imanta, 1802
- A szabad lettek és észtek (Die freien Letten und Esthen), Riga, 1820

## Jelentősége
Merķelis-t tekintik a lett és részben az észt irodalom megteremtőjének. Ő volt az első, aki feldolgozta az Orosz Birodalom perifériáján élő balti népek életét, megismertette a világgal a lett és az észt kultúrát. Rigába történt visszatérését követően mint irodalmi folyóirat szerkesztő és kiadó nagy hatással volt az első lett írók munkásságára.